# Mesa Boogie

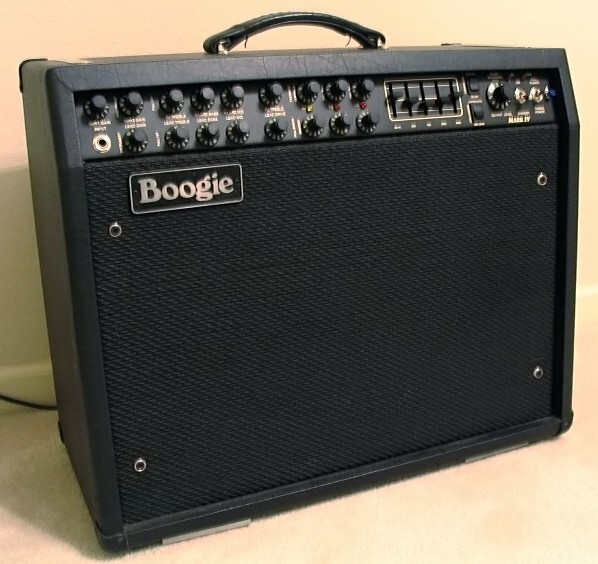
Wzmacniacz firmy Mesa Boogie Mark IV Combo

Mesa Boogie – firma zajmująca się produkowaniem wzmacniaczy oraz kolumn gitarowych i basowych. Od lat 70. produkuje wzmacniacze ręcznie wykonywane w Stanach Zjednoczonych.
Założycielem Mesa Boogie jest Randall Smith, który jako współwłaściciel sklepu muzycznego przerobił dwunastowatowe combo Fender Princeton z głośnikiem 10" na 50W z głośnikiem JBL D-120 ze zmodyfikowanym układem Fendera Bassmana. Dzięki temu właśnie wzmacniaczowi połączyły się drogi Randalla i gitarzysty Carlosa Santany.
Jako początek działalności firmy można określić końcówkę lat sześćdziesiątych. W tym czasie Randall Smith (późniejszy założyciel koncernu Mesa/Boogie), wyraził chęć naprawy wzmacniacza Sunn 200, należącego do Dave'a Kessner'a - przyjaciela i gitarzysty zespołu w którym grał na perkusji, a który to wzmacniacz spalił się podczas jednego z występów. Mimo pewnych obaw gitarzysta otrzymał swój wzmacniacz z powrotem, nie tylko sprawny technicznie, ale także w bardzo krótkim odstępie czasu.
W okolicach roku 1969 Smith zmodyfikował combo Fender Princeton Barry'ego Meltona, muzyka Country Joe and the Fish, zmieniając oryginalny głośnik 10" na większy, 12" model firmy JBL D-120, modyfikując dodatkowo chassis tak, by możliwa była instalacja większego transformatora pod zmodyfikowany układ Fender Bassman. Miał być to żart i eksperyment jak dalece można się posunąć dopalając taki mały, 12 W wzmacniacz. W trakcie testów zmodyfikowanego Princetona na przodach sklepu, wśród tłumu ciekawskich, pojawił się Carlos Santana, który skwitował zmodyfikowane maleństwo słowami - "Shit, that little thing really Boogies!". Tym samym zrodziła się nazwa firmy.
Do użytkowników produktów Mesa zaliczają się m.in.: Carlos Santana, Devin Townsend (Strapping Young Lad, Devin Townsend Band), James Hetfield i Kirk Hammett (Metallica), Joe Perry (Aerosmith), John Petrucci (Dream Theater), Dave Grohl i Chris Shiflett (Foo Fighters), Jerry Cantrell (Alice in Chains), Brad Delson (Linkin Park), Piotr „Peter” Wiwczarek (Vader).